# Gale Henry
Pour les articles homonymes, voir Henry.
Gale Henry (née le 15 avril 1893 et morte le 17 juin 1972) est une actrice américaine. Elle apparait dans 238 films produits entre 1914 et 1933.
En 1923, Gale Henry et son mari, Henry East, ont commencé le dressage de chiens acteurs. Situé juste à l'extérieur de Hollywood, leur élevage a dressé plusieurs chiens acteurs devenus célèbres, dont Skippy, le terrier qui s'est fait connaitre dans le film L'Introuvable.

## Filmographie partielle
- 1915 : Douze épisodes de Lady Baffles and Detective Duck avec Max Asher, produit par Pat Powers
- 1922 : Le Bac tragique (Quincy Adams Sawyer) de Clarence G. Badger : Samanthey
- 1923 : Un nouveau Napoléon (Tea: With a Kick!) de Erle C. Kenton
- 1923 : Held to Answer
- 1924 : Merton of the Movies (Les Gaietés du cinéma) de James Cruze : Tessie Kearns
- 1924 : À travers la tempête (The Fire Patrol) de Hunt Stromberg
- 1924 : Open All Night
- 1924 : Une femme d'affaires (Along Came Ruth) de Edward Cline : Min
- 1924 : Souvent femme varie (Changing Husbands) de Paul Iribe et Frank Urson
- 1925 : Déclassé de Robert G. Vignola
- 1925 : New Lives for Old de Clarence G. Badger : Berthe
- 1926 : Le Mari à double face (Mighty Like a Moose) de Leo McCarey (court métrage)
- 1927 : Two-Time Mama de Fred Guiol : Nora / Snoopy, la bonne
- 1928 : The Wild West Show de Del Andrews
- 1929 : Darkened Rooms
- 1929 : Le Docteur Amour (The Love Doctor) de Melville W. Brown : Lucy